# Uncial 081
Uncial 081 (numeração de Gregory-Aland), é um manuscrito uncial grego do Novo Testamento. A paleografia data o codex para o século 6.

## Descoberta
Codex contém o texto do Segunda Epístola aos Coríntios (1,20-2,12) em 2 folhas de pergaminho (28 x 23). O texto está escrito com duas colunas por página, contendo 18 linhas cada.
O texto grego desse códice é um representante do Texto-tipo Alexandrino. Aland colocou-o na Categoria II.
Actualmente acha-se no Biblioteca Nacional Russa (Gr. 9) in São Petersburgo.